# Gianluca Petecof
Gianluca Petecof (San Paolo, 14 novembre 2002) è un pilota automobilistico brasiliano; vincitore del Campionato FIA di Formula 3 europea regionale 2020.

## Carriera

### Kart e Formula 4
Nato a San Paolo, Petecof ha iniziato la sua carriera nel karting nel 2013. Dopo diversi titoli di karting in Brasile, Petecof si trasferì in Europa per competere a livello internazionale. Il suo miglior risultato è stato il quinto posto nel Campionato del Mondo CIK- Karting nel 2016.
Nel 2018 Petecof partecipa con il team Prema Powerteam ai campionati Formula 4 italiana e tedesca,. Nel campionato italiano riesce a vincere una gara al Mugello e arrivare per 5 volte sul podio, concludendo quarto nella classifica finale. Invece nel campionato tedesco il pilota brasiliano conclude una sola volta sul podio (secondo) nel circuito del Nürburgring e finisce la stagione decimo.
Nel 2019 si riscrive agli stessi campionati, sempre con la Prema, Petecof parte bene vincendo due gare nel primo weekend nel Autodromo di Vallelunga, in seguito vince altre due gare, una a Misano e altra al Hungaroring. Petecof arriva secondo in classifica finale con un distacco di 136 punti dal primo, Dennis Hauger e davanti al pilota Junior della Mercedes, Paul Aron.  Anche nel ADAC Formula 4 Championship vince la prima gara del campionato davanti a Roman Staněk e Dennis Hauger, ma sarà l'unica vittoria nel campionato tedesco. Petecof chiude quinto in classifica a 94 punti da Théo Pourchaire vincitore del campionato.

### Ferrari Driver Academy e Formula 3 Regional

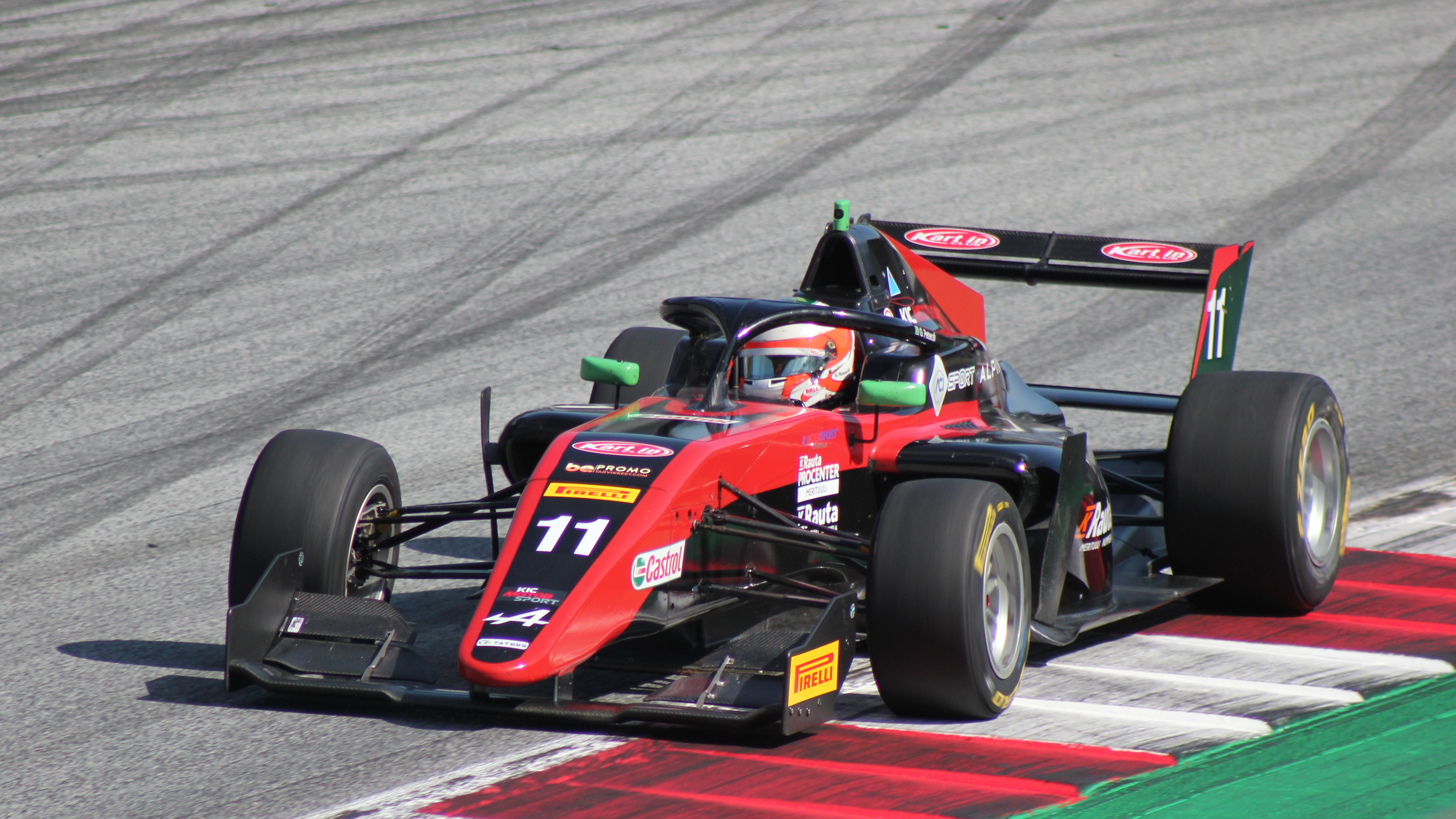
Petecof in Austria nel 2021

Nel dicembre 2017 la Ferrari aggiunge Petecof nella Driver Academy.
Nel 2020 la Prema Powerteam annuncia che Petecof correrà la Formula 3 europea regionale insieme a Jamie Chadwick, Oliver Rasmussen e il collega della Ferrari Driver Academy Arthur Leclerc, con il quale si giocherà il campionato fino al ultima gara. Petecof vince quattro gare e arriva quattordici volte sul podio in 24 gare disputate. A fine stagione riesce a vincere il campionato con solo 16 punti di vantaggio su Arthur Leclerc.
Nel gennaio del 2021 pur avendo vinto il campionato di Formula regional, Petecof annuncia di aver lasciato l'accademia della Ferrari. Rimasto a piedi dopo l'esperienza in Formula 2, ritorna a correre dal settimo round del campionato di F3 europea con il team finlandese KIC Motorsport.

### Formula 2
L'8 febbraio viene ingaggiato dalla Campos Racing per la stagione 2021 del Campionato di Formula 2. Nei primi due weekend non ottiene i risultati sperati, a causa della mancanza di budget è costretto a saltare le tre gare sul Circuito di Baku e il resto della stagione.

### Stock Car Brasil
Nel 2022 torna a correre in Brasile, partecipa al campionato Stock Car Brasil a guida della Toyota Corolla Stock Car del team Full Time Sports, dove trova come compagno di team l'ex pilota di Formula 1, Rubens Barrichello. Negli anni seguenti rimane legato al team nella serie brasiliana.

## Risultati

### Riassunto della carriera
| Stagione | Categoria                        | Team             | Gare | Vittorie | Pole | GPV | Podi | Punti | Pos. |
| -------- | -------------------------------- | ---------------- | ---- | -------- | ---- | --- | ---- | ----- | ---- |
| 2018     | Campionato Italiano di Formula 4 | Prema Powerteam  | 18   | 1        | 0    | 1   | 5    | 186   | 4°   |
| 2018     | ADAC Formula 4 Championship      | Prema Powerteam  | 21   | 0        | 0    | 0   | 1    | 92    | 10°  |
| 2019     | Campionato Italiano di Formula 4 | Prema Powerteam  | 20   | 4        | 2    | 2   | 8    | 233   | 2°   |
| 2019     | ADAC Formula 4 Championship      | Prema Powerteam  | 21   | 1        | 2    | 3   | 5    | 164   | 5°   |
| 2020     | Formula 3 europea regionale      | Prema Powerteam  | 23   | 4        | 5    | 7   | 14   | 359   | 1°   |
| 2021     | Campionato FIA di Formula 2      | Campos Racing    | 6    | 0        | 0    | 0   | 0    | 0     | 27º  |
| 2021     | Formula 3 europea regionale      | KIC Motorsport   | 8    | 0        | 0    | 0   | 0    | 5     | 22º  |
| 2022     | Stock Car Pro Series             | Full Time Sports | 12   | 0        | 0    | 0   | 0    | 42    | 30º  |
| 2023     | Stock Car Pro Series             | Full Time Sports | 23   | 0        | 0    | 0   | 3    | 205   | 13º  |
| 2024     | Stock Car Pro Series             | Full Time Sports | 7    | 0        | 0    | 0   | 0    | 62*   |      |

### Risultati completi Formula 4 italiana
(legenda) (Le gare in grassetto indicano la pole position) (Le gare in corsivo indicano Gpv)
| Anno | Team            | 1       | 2       | 3       | 4        | 5       | 6       | 7       | 8       | 9       | 10      | 11       | 12        | 13        | 14      | 15       | 16      | 17       | 18      | 19      | 20       | 21      | 22        | Punti | Pos. |
| ---- | --------------- | ------- | ------- | ------- | -------- | ------- | ------- | ------- | ------- | ------- | ------- | -------- | --------- | --------- | ------- | -------- | ------- | -------- | ------- | ------- | -------- | ------- | --------- | ----- | ---- |
| 2018 | Prema Powerteam | ADR 1 5 | ADR 2   | ADR 3 7 | LEC 1 13 | LEC 2 4 | LEC 3 6 | MNZ 1   | MNZ 2   | MNZ 3   | MIS 1 4 | MIS 2 24 | MIS 3 DSQ | IMO 1 6   | IMO 2 6 | IMO 3 6  | VLL 1 2 | VLL 2 5  | VLL 3 5 | MUG 1   | MUG 2 3  | MUG 3 2 |           | 186   | 4°   |
| 2019 | Prema Powerteam | VLL 1   | VLL 2 5 | VLL 3 1 | MIS 1    | MIS 2 3 | MIS 3 C | HUN 1 2 | HUN 2 4 | HUN 3 1 | RBR 1   | RBR 2 9  | RBR 3 4   | IMO 1 Rit | IMO 2   | IMO 3 14 | IMO 4 3 | MUG 1 23 | MUG 2 6 | MUG 3 4 | MNZ 1 10 | MNZ 2 5 | MNZ 3 Rit | 233   | 2°   |

### Risultati completi F3 Regional europea
(legenda) (Le gare in grassetto indicano la pole position) (Le gare in corsivo indicano Gpv)
| Anno | Team  | 1   | 2   | 3   | 4   | 5   | 6   | 7   | 8   | 9   | 10  | 11  | 12  | 13  | 14  | 15  | 16  | 17  | 18  | 19  | 20  | 21  | 22  | 23  | 24  | Punti | Pos. |
| ---- | ----- | --- | --- | --- | --- | --- | --- | --- | --- | --- | --- | --- | --- | --- | --- | --- | --- | --- | --- | --- | --- | --- | --- | --- | --- | ----- | ---- |
| 2020 | Prema | MIS | MIS | MIS | LEC | LEC | LEC | RBR | RBR | RBR | MUG | MUG | MUG | MNZ | MNZ | MNZ | CAT | CAT | CAT | IMO | IMO | IMO | VLL | VLL | VLL | 359   | 1º   |
| 2020 | Prema | 4   | 2   | 1   | 2   | 1   | 2   | 1   | 2   | 1   | 4   | 3   | 2   | 2   | 6   | 2   | 5   | 6   | 3   | 8   | 3   | 4   | 4   | NC  | 5   | 359   | 1º   |

### Risultati completi Formula 2
(legenda) (Le gare in grassetto indicano la pole position) (Le gare in corsivo indicano Gpv)
| Anno | Team   | 1   | 2   | 3   | 4   | 5   | 6   | 7   | 8   | 9   | 10  | 11  | 12  | 13  | 14  | 15  | 16  | 17  | 18  | 19  | 20  | 21  | 22  | 23  | 24  | Punti | Pos. |
| ---- | ------ | --- | --- | --- | --- | --- | --- | --- | --- | --- | --- | --- | --- | --- | --- | --- | --- | --- | --- | --- | --- | --- | --- | --- | --- | ----- | ---- |
| 2021 | Campos | BHR | BHR | BHR | MON | MON | MON | BAK | BAK | BAK | SIL | SIL | SIL | MNZ | MNZ | MNZ | SOC | SOC | SOC | JED | JED | JED | YMC | YMC | YMC | 0     | 27º  |
| 2021 | Campos | 17  | 13  | Rit | Rit | Rit | 16  |     |     |     |     |     |     |     |     |     |     |     |     |     |     |     |     |     |     | 0     | 27º  |